# .mil
.mil (от английски: military) е домейн от първо ниво (TLD) използван от Министерството на отбраната на САЩ. Това е един от първите домейни от първо ниво, създаден през януари 1985 г.